# سوزان كير
سوزان كير  (بالإنجليزية: Susan Kare) (مواليد 1954) فنانة ومصممة غرافيك أنشأت العديد من الواجهات لشركة أبل ماكنتوش في الثمانينات، كانت أيضاً واحدة من الموظفين الأصليين لشركة NeXT (نيكست) (التي أنشأها ستيف جوبز بعد تركه أبل في الثمانينات)، تعمل كمخرجة مبدعة Creative Director.

## مؤهلاتها الدراسية
ولدت كير في إثاكا، نيويورك وأخوها جوردان كير مهندس الطيران. تخرجت من مدرسة هاريتون عام 1971، وحصلت على البكالوريوس بتفوق من جامعة Art from Mount Holyoke عام 1975 والدكتوراه من جامعة نيويورك عام 1987، ثم انتقلت إلى سان فرانسيسكو وعملت في متحف الفن الحديث.

## عملها في شركة أبل
في أوائل 1980 انضمت كيري لشركة أبل بعد تلقيها اتصالاً من صديقتها أيام الثانوية العامة أندي هيرتيزفيلد. وابتداءً من 1982 بدأت سوزان كاري العمل في لشركة أبل للمعلوماتية، حيث تم توظيفها بالأصل في مجموعة ماكينتوش للبرامج لكي تقوم بتصميم خلفيات لواجهة المستخدم وأنماط خطوط، بطاقتها المهنية كانت تُقرأ على أنها رسامة ماكنتوش. لاحقاً، أصبحت مديرة مبدعة في خدمات أبل الابداعية تعمل لحساب مدير هذه المنظمة، توم سويتر.
فهي المصصمة للعديد من أنماط الخطوط والأيقونات وأدوات التسويق الرئيسية في نظام تشغيل ماكنتوش الأصلي، في الحقيقة، سلالة عملها الرائد ما زال يرى قي كثير من أدوات خلفيات الحاسوب وخاصة الأيقونات the Lasso و the Grabber و the Paint Bucket. أوائل الرائدين في فن البكسل هو أحد أعمالها الأكثر تميزاً مع أبل يسمى نمط الخط Chicago، شوهد أبرز نمط خط لواجهة مستخدم في ماك أو إس وهو مشابه لنمط الخط المستخدم في الأجيال الأربعة الأولى من الأبل آي بود)أما نمط الخط the Genva الأصلي من نمط الخط Manaco و clarus the Dagcow و the .Happy Mac (الحاسوب المبتسم الذي يرحب بالمستخدمين للبدء بتشغيل أجهزتهم)و كذلك الإشارة على زر Command على لوحة مفاتيح الأبل.

## عملها بعد أبل
بعد مغادرة أبل، انضمت كاري إلى كمدير ابداعي نكست.لاحقاً، أصبحت مصممة تخطيط مسقلة وناجحة تعمل مع زبائن مثل مايكروسوفت وآي بي إم.
ضمت مشاريعها في مايكروسوفت صورة واجهة لعبة السوليتر للويندوز 3.0 وأيضا عدد هائل من الأيقونات وعناصر التصميم في ويندوز 3.0. الكثير من أيقوناتها مثل المفكرة ومختلف لوحات التحكم بقيت أساسية غير معتدلة في مايكروسوفت حتى ويندوز إكس بي. أما بالنسبة لــ IBM أصدرت لها أيقونات وعناصر تصميم لـ أو أو إس/2.
أما بالنسبة لـ إيزل فلقد ساهمت في تخطيط الأيقونات لبرنامج إدارة الملفات نوتلس (مدير ملفات).
بدأ متحف الفن الحديث (نيويورك) في مدينة نيويورك حمل قرطاسية ودفاتر لها ملامح تصاميمها. ابتداءً من 2/2/2007 باصدار أيقونات لهيئة Gift لشبكة اجتماعية عاليمة والفيس بوك، في البداية كانت أرباح مبيعات Gift تتبرع بها منظمة Susan G. Komen للصحة لكي تقوم بالمحاربة ضد سرطان الثدي وبعد عيد الحب، اختيار Gift تم تعديله ليضم اضافات جديدة ومحدوة وليس بالضرورة أن تتعلق بيوم عيد الحب.
في أغسطس 2012، نوديت كخبيرة شاهدة بواسطة أبل في محاكمة انتهاك براءات الاختراع ضد الشركة المصنعة المنافسة سامسونج.
حالياً تشرف كيري على ممارسة التصميم الرقمي في سان فرانسيسكو وتبيع الطبعات الموقعة على kareprints.com.

## روابط خارجية
- الموقع الرسمي
- خطوط نسخة محفوظة 15 مايو 2008 على موقع واي باك مشين. من تصميم سوزان كير.